# María de Sajonia-Coburgo y Gotha
María de Edimburgo y Sajonia-Coburgo-Gotha (Ashford, 29 de octubre de 1875 - Sinaia, 18 de julio de 1938) fue la segunda descendiente y la primera hija del príncipe Alfredo, duque de Edimburgo y de la gran duquesa María Aleksándrovna de Rusia, por lo tanto era nieta de la reina Victoria del Reino Unido y del emperador Alejandro II de Rusia. También fue reina consorte de Rumanía, como la esposa del rey Fernando I de Rumanía.
Nacida en el seno de la familia real británica, María vivió sus primeros años entre Kent, Malta, y la ciudad de Coburgo. Después de rechazar una propuesta de matrimonio de su primo, el futuro Jorge V del Reino Unido, se casó con el príncipe Fernando de Rumanía, heredero del rey Carlos I de Rumanía en 1892. En el largo período en que ocupó la posición de consorte del príncipe heredero (entre 1893 y 1914), María se convirtió en un personaje muy popular entre el pueblo rumano. El rumor de que ella controlaba a su débil marido llevó a un periódico canadiense a afirmar que «pocos consortes reales ejercieron mayor influencia que la reina María, durante el reinado de su marido». Tal influencia habría sido decisiva para que Fernando I declarase la guerra a Alemania en 1916.
Durante la Primera Guerra Mundial, Bucarest fue ocupada por las tropas enemigas y la familia real tuvo que refugiarse en Moldavia. Allí, María y sus hijas sirvieron como enfermeras, cuidando de los soldados heridos o afectados por el cólera. En 1919, después del conflicto, María asistió a la Conferencia de Paz de París, donde hizo campaña por el reconocimiento internacional de la Gran Rumanía.
Como reina, era muy popular, tanto en Rumanía como en el extranjero, llegando a ser recibida con gran entusiasmo durante un viaje oficial a los Estados Unidos en 1926. Con la muerte de Fernando I en 1927, se negó a formar parte del consejo de regencia durante la minoría de su nieto, Miguel I. En 1930, su hijo mayor, que habían renunciado a sus derechos al trono en 1925, depuso al joven rey y asumió el trono como Carlos II. Desde entonces, trató de hacer caer la popularidad  de su madre. Lejos de la escena política, María se fue a vivir a su casa, cerca del mar Negro. Diagnosticada con una cirrosis, murió en el Castillo de Pelișor en el año 1938.
Con la transición a una república socialista, la monarquía fue injuriada por los funcionarios comunistas. Varias biografías de la familia real describen a María ya sea como una borracha o como una mujer promiscua, en referencia a presuntas orgías que había supuestamente organizado antes y durante la guerra. En los años anteriores a la Revolución rumana de 1989, la popularidad de María se recuperó y se puso como modelo de patriotismo a la población. María es recordada principalmente por su trabajo como enfermera, pero también es conocida por sus obras escritas, incluyendo su autobiografía aclamada por la crítica.

## Infancia y juventud (1875-1893)

### Primeros años

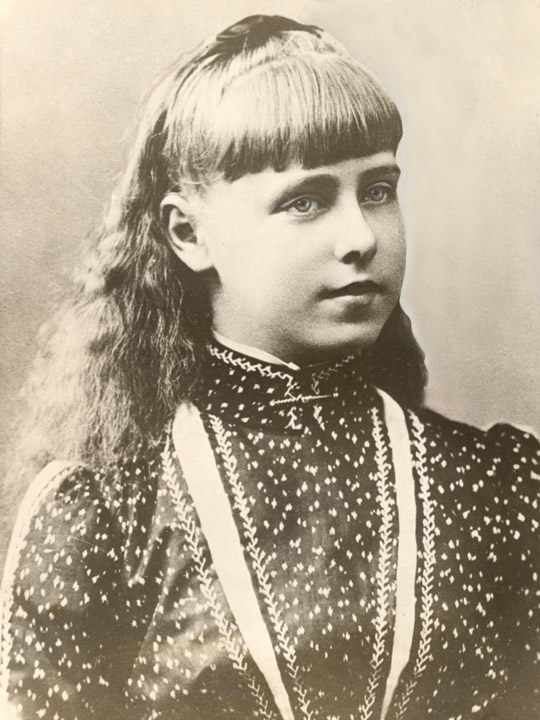
La princesa María de Edimburgo en 1888

María nació en casa de sus padres en Eastwell Park, Kent, el 29 de octubre de 1875, a las 10:30 horas, en presencia de su padre. Su natalicio fue conmemorado con 21 disparos de cañón desde la Torre de Londres. Fue la primera hija del príncipe Alfredo, duque de Edimburgo, y de la gran duquesa María Aleksándrovna de Rusia. Se le dio el nombre de Maria Alejandra Victoria en honor a su madre y abuelos, pero en la familia era llamada Missy. El duque de Edimburgo escribió que su hija «promete ser tan saludable como su hermano y da todas las indicaciones de tener pulmones plenamente desarrollados, que mostró incluso antes de venir al mundo». Como nieta de la monarca británica por línea masculina, recibió el tratamiento de Su Alteza Real la princesa María de Edimburgo desde su nacimiento. 
María fue bautizada en la capilla privada del castillo de Windsor, el 15 de diciembre de 1875 y fue oficiada por Arthur Stanley y Gerald Wellesley, deán de Windsor. La ceremonia fue «de carácter estrictamente privado», ya que se llevó a cabo el día después del aniversario de la muerte del príncipe Alberto. Missy tuvo como padrinos a la emperatriz María Aleksándrovna de Rusia (su abuela materna, representada en el acto por la reina Victoria), la princesa de Gales (su tía paterna), la duquesa de Sajonia-Coburgo y Gotha (su tía abuela paterna, representada por la princesa Elena del Reino Unido), el zarévich de Rusia (su tío materno, representado por el conde Piotr Andréyevich Shuválov) y el duque de Connaught y Strathearn (su tío paterno, representado por el príncipe Leopoldo).

### Educación

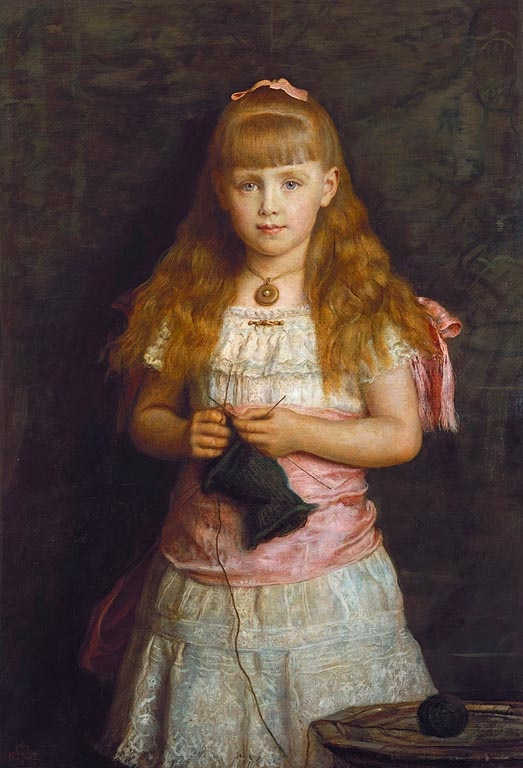
Retrato realizado por John Everett Millais en 1882. La pintura, encargada por la reina Victoria, llegó a ser expuesta en la Royal Academy of Arts

María creció en Eastwell Park, la residencia campestre que su madre prefería a Clarence House, la residencia oficial en Londres. Su padre estuvo ausente de las vidas de sus hijos por su deber en la Marina Real a tal punto que María solo reconocía su color de cabello por los retratos.   
En 1886, cuando tenía seis años, su padre fue nombrado comandante de la escuadra naval del Mediterráneo y la familia se mudó al palacio de San Antonio, en Malta. Allí se enamoró del capitán del barco de su padre, Maurice Bourke, a quien llamaba «mi capitán querido».  
En 1889, la familia dejó Malta para trasladarse a Coburgo, Alemania, ya que su padre se había convertido en heredero de su tío Ernesto II al ducado de Sajonia-Coburgo y Gotha. En Coburgo, su germanófila madre la puso a cargo de una institutriz alemana y la confirmó en la fe luterana, a pesar de que María era anglicana.  
En 1892, su primo Jorge de Gales (el futuro Jorge V), quien se había convertido en el segundo en la línea al trono británico, se enamoró de ella. A pesar de la aprobación a un posible compromiso por la reina Victoria, el príncipe de Gales y el duque de Edimburgo, las madres de ambos se opusieron. La madre de María desaprobaba la idea de un matrimonio entre primos hermanos por su fe ortodoxa y consideraba de un rango inferior al suyo a la princesa de Gales, la madre de Jorge. Esta última, hija del rey de Dinamarca, consideraba dañino el sentimiento pro-alemán de la familia de María ya que habían sido los alemanes quienes desataron la guerra con Dinamarca por los ducados de Schleswig y Holstein.  
Por ese tiempo, el rey Carlos I de Rumanía buscaba una candidata adecuada para su sobrino, el príncipe heredero Fernando, y así asegurar una sucesión que garantizara el futuro de la Casa de Hohenzollern-Sigmaringen. A pesar de la tensión política entre Rusia y Rumanía, fue la duquesa de Edimburgo quien sugirió un encuentro entre María y Fernando, quienes se conocieron en una cena de gala y poco después se comprometieron.   
El 10 de enero de 1893, María y Fernando se casaron en el castillo de Sigmaringa en tres ceremonias: una civil, una anglicana y una católica (religión de los Hohenzollern). La pareja pasó unos días en el castillo bávaro de Krauchenwies y un viaje, interrumpido por una breve visita a Viena.   
Princesa de gran belleza, en su infancia y juventud vivió entre Inglaterra, Malta y Coburgo, y era llamada Missy. Tenía carácter moderno, inteligente y abierto. Su valentía y sus virtudes le acarrarían una inmensa popularidad y sería un gran símbolo para su patria de acogida.[cita requerida]
El 10 de enero de 1893, a los 17 años, se casó en el castillo de Sigmaringa con el príncipe heredero de Rumanía, Fernando de Hohenzollern-Sigmaringen, el futuro rey Fernando I y heredero de su tío Carlos I, a quien dio seis hijos:
1. Carlos II de Rumania (1893-1953).
2. Isabel (1894-1956), casada en 1921 con Jorge II de Grecia.
3. María (1900-1961), casada en 1922 con Alejandro I de Yugoslavia.
4. Nicolás (1903-1979).
5. Elena (1909-1991), archiduquesa de Austria por matrimonio.
6. Mircea (1913-1916).

Desde el comienzo de su matrimonio la relación entre ella y el príncipe Fernando fue difícil; sin embargo, años más tarde le diría a su marido: «Es una pena que tuviéramos que perder tantos años de nuestra juventud solo para aprender a vivir juntos». Gradualmente, la relación de la pareja se basó en una amistad cordial al punto de que María llegó a decir: «(somos) los mejores socios, los más leales compañeros, aunque nuestras vidas se entrelacen solo en determinadas materias».
Su vida en la corte rumana tuvo que atravesar por un largo camino de adaptación. Escribió: «No he sido traída a Rumanía para ser adorada y mimada... he venido para ser parte de la maquinaria que el rey Carlos había levantado. He sido importada para ser regulada, educada, cortada y entrenada de acuerdo con la concepción de las cosas del gran hombre». Su tía Victoria, emperatriz viuda de Alemania, le escribió a su hija la princesa heredera de Grecia: «Missy de Rumanía es más digna de compasión que tú. El rey es un gran tirano en su familia y ha aplastado la independencia en Fernando, para que nadie se preocupe por él. Y su hermosa, talentosa y pequeña esposa, me temo, se consiga líos y como una mariposa, en lugar de cernirse sobre las flores queme sus alas yendo más cerca del fuego». Sin embargo, fácilmente aprendió el rumano y siguió el consejo de su madre vistiéndose cuidadosamente y mostrando respeto por el ritual ortodoxo. 
En 1896, la pareja se mudó al palacio de Cotroceni y, al año siguiente, Fernando enfermo gravemente de fiebre tifoidea. Durante días, estuvo delirando y, a pesar de los mayores esfuerzos de su médico, estuvo a punto de perecer. Sin embargo, Fernando se sobrepuso y la pareja se retiró temporalmente al castillo Peleș para la recuperación del príncipe. Durante la convalecencia de su esposo, María pasó la mayor parte de su tiempo con sus hijos Carlos e Isabel, y en el invierno de 1897-1898 pasó la temporada en la Riviera francesa con la Familia Imperial rusa.
Durante ese tiempo María comenzó una relación con Gheorghe Cantacuzène, un militar miembro de una familia principesca rumana. Sin embargo, cuando llegó a hacerse pública la relación terminó. En 1897, María se trasladó a Coburgo, donde supuestamente dio a luz a un niño que habría muerto o enviado a un orfanato. En los siguientes años, la princesa fue vinculada sentimentalmente al gran duque Borís Vladímirovich Románov, Waldorf Astor, el príncipe Barbu Ştirbey y Joe Boyle. Fue un rumor extendido que su segunda hija María era en realidad hija de Cantacuzène y que los dos últimos Elena y Mircea lo eran de Ştirbey.
Reina en 1914 a la muerte del rey Carlos I de Rumanía, María fue una soberana muy popular entre sus súbditos, apoyando a la Entente en la Gran Guerra y escribiendo el libro Mi país (1915-1919) que es una susceptible descripción de Rumanía. Durante la contienda bélica desplegó gran actividad ayudando a los heridos. 
Debido a la negativa de Fernando de firmar el Tratado de Bucarest y la actitud hostil de Rumanía hacia las Potencias centrales, el rey se aseguró un lugar entre los vencedores en la Conferencia de Paz de París. La delegación rumana estaba encabezada por el primer ministro Ion Brătianu, quien entró en abierto conflicto con Georges Clemenceau, por lo que abandonó París junto a su delegación. Entonces, el embajador Saint-Aulaire con la esperanza de resolver la situación, sugirió la participación de María en lugar de Brătianu. 
María llegó a París el 6 de marzo de 1919 e inmediatamente se hizo popular entre los franceses por su participación en la guerra. Al conocerse, Clemenceau le dijo abruptamente: «No me gusta su primer ministro», a lo que ella respondió: «Tal vez me encuentre a mí más agradable». Poco después, el presidente Raymond Poincaré manifestó que notaba una actitud distinta de Clemenceau respecto de Rumanía. Tras una semana en París, María se trasladó a Londres por invitación de Jorge V alojándose en el palacio de Buckingham y tratando como diferentes figuras políticas como Lord Curzon, Winston Churchill y Waldorf Astor. A su regreso a París, la multitud se le acercaba con la intención de conocer a la «exótica» reina de Rumanía.
En 1922 fue coronada junto a su esposo en una solemne ceremonia oriental en la ciudad de Alba Iulia, tras un aumento de territorio en el país (anexión de Transilvania y Besarabia). En 1927 enviudó de su marido Fernando I y su nieto Miguel subió al trono, pues su padre, el príncipe Carlos, había sido deslegitimado tras su matrimonio con una plebeya rumana, Zizi Lambrino. En marzo de 1929, María visitó España.
Tras derrocar a Miguel, el nuevo rey Carlos II se dedicó a perseguir infamemente a su madre, envidioso de su popularidad. En el verano de 1937, María cayó enferma y su médico personal le diagnosticó cáncer pancreático; el diagnóstico oficial fue cirrosis, aunque ella jamás consumió alcohol. Para 1938, su salud era tan delicada que optaron por internarla en un sanatorio de Italia. Consciente de su estado terminal, pidió que se la regresara a Rumanía. Su hijo se negó a llevarla en avión y a pesar de que Hitler le ofreció un avión médico, prefirió volver a su país natal en tren. Una vez ahí, se alojó en el castillo Pelișor, ubicado en la ciudad de Sinaia.
La reina María, siempre bondadosa, optimista y religiosa, entró en estado de coma y murió enferma de cáncer el 18 de julio de 1938 a las 17:38 en el castillo Pelișor, Sinaia, a los 63 años. Esto dejó una gran tristeza en su familia y el pueblo. Escribió unas interesantes Memorias y fomentó el bienestar y el progreso de Rumanía. Dos días después, su cuerpo fue transportado a Bucarest y colocado en el salón blanco del palacio de Cotroceni. Luego, fue enterrada en el monasterio Curtea de Argeș, pero su corazón, según sus deseos, fue colocado en un pequeño cofre de oro que fue enterrado en su capilla Stella Maris, donde estuvo hasta que el sur de Dobruja fue cedido a Bulgaria, cuando fue movido al castillo de Bran.

## Títulos, órdenes y armas

Monograma de la reina María.

Armas de la reina María como dama de la Orden de María Luisa (España)

### Títulos
| ● 29 de octubre de 1875-10 de enero de 1893: | Su alteza real la princesa María de Edimburgo, princesa de Sajonia-Coburgo y Gotha, duquesa de Sajonia |
| ● 10 de enero de 1893-10 de octubre de 1914: | Su alteza real la princesa heredera de Rumanía                                                         |
| ● 10 de octubre de 1914-20 de julio de 1927: | Su majestad la reina consorte de Rumanía                                                               |
| ● 20 de julio de 1927-18 de julio de 1938:   | Su majestad la reina María de Rumanía                                                                  |

### Órdenes
Rumanas
- Dama gran cruz de la Orden de la Corona de Rumanía.
- Dama gran cruz con collar de la Orden de Carol I (10/05/1906).
- Medalla Conmemorativa del Jubileo de Rubí del Rey Carlos I (22/05/1906).

Extranjeras
- Dama de segunda clase de la Real Orden de Victoria y Alberto.[8] ( Reino Unido).
- Dama de la Orden del León Dorado ( Hesse-Darmstadt, 1 de mayo de 1896).[9]
- Dama de la Orden de las Damas Nobles de la Reina María Luisa ( Reino de España).
- Dama de la Real Cruz Roja ( Reino Unido).
- Dama gran cruz de la Orden del Águila Blanca ( Reino de Serbia).
- Dama gran cruz de la Orden de San Sava ( Reino de Serbia).
- Dama de la Imperial Orden de la Corona de la India ( Imperio británico).
- Dama gran cruz de la Venerable Orden de San Juan ( Reino Unido).
- Medalla Militar ( República Francesa).

## Ancestros
| \| \| \| \| \| \| \| \| \| \| \| \| \| \| \| \| \| \| \| \| 16. Francisco, duque de Sajonia-Coburgo-Saalfeld \| \| \| \| \| \| \| \| \| \| \| \| \| \| \| \| \| \| \| \| \| \| \| \| \| \| \| \| \| \| \| \| \| \| \| \| \| \| \| \| \| \| \| \| \| \| \| \| \| \| \| \| \| \| 8. Ernesto I, duque de Sajonia-Coburgo y Gotha \| \| \| \| \| \| \| \| \| \| \| \| \| \| \| \| \| \| \| \| \| \| \| \| \| \| \| \| \| \| \| \| \| \| \| \| \| \| \| \| \| \| \| \| \| \| \| \| \| \| \| \| \| \| 17. Condesa Augusta de Reuss-Ebersdorf \| \| \| \| \| \| \| \| \| \| \| \| \| \| \| \| \| \| \| \| \| \| \| \| \| \| \| \| \| \| \| \| \| \| \| \| \| \| \| \| \| \| \| \| \| \| \| \| \| \| \| \| \| \| 4. Príncipe Alberto de Sajonia-Coburgo y Gotha \| \| \| \| \| \| \| \| \| \| \| \| \| \| \| \| \| \| \| \| \| \| \| \| \| \| \| \| \| \| \| \| \| \| \| \| \| \| \| \| \| \| \| \| \| \| \| \| \| \| \| \| \| \| 18. Augusto, duque de Sajonia-Gotha-Altemburgo \| \| \| \| \| \| \| \| \| \| \| \| \| \| \| \| \| \| \| \| \| \| \| \| \| \| \| \| \| \| \| \| \| \| \| \| \| \| \| \| \| \| \| \| \| \| \| \| \| \| \| \| \| \| 9. Princesa Luisa de Sajonia-Gotha-Altemburgo \| \| \| \| \| \| \| \| \| \| \| \| \| \| \| \| \| \| \| \| \| \| \| \| \| \| \| \| \| \| \| \| \| \| \| \| \| \| \| \| \| \| \| \| \| \| \| \| \| \| \| \| \| \| 19. Duquesa Luisa Carlota de Mecklemburgo-Schwerin \| \| \| \| \| \| \| \| \| \| \| \| \| \| \| \| \| \| \| \| \| \| \| \| \| \| \| \| \| \| \| \| \| \| \| \| \| \| \| \| \| \| \| \| \| \| \| \| \| \| \| \| \| \| 2. Alfredo, duque de Sajonia-Coburgo y Gotha \| \| \| \| \| \| \| \| \| \| \| \| \| \| \| \| \| \| \| \| \| \| \| \| \| \| \| \| \| \| \| \| \| \| \| \| \| \| \| \| \| \| \| \| \| \| \| \| \| \| \| \| \| \| 20. Jorge III del Reino Unido \| \| \| \| \| \| \| \| \| \| \| \| \| \| \| \| \| \| \| \| \| \| \| \| \| \| \| \| \| \| \| \| \| \| \| \| \| \| \| \| \| \| \| \| \| \| \| \| \| \| \| \| \| \| 10. Príncipe Eduardo, duque de Kent y Strathearn \| \| \| \| \| \| \| \| \| \| \| \| \| \| \| \| \| \| \| \| \| \| \| \| \| \| \| \| \| \| \| \| \| \| \| \| \| \| \| \| \| \| \| \| \| \| \| \| \| \| \| \| \| \| 21. Duquesa Carlota de Mecklemburgo-Strelitz \| \| \| \| \| \| \| \| \| \| \| \| \| \| \| \| \| \| \| \| \| \| \| \| \| \| \| \| \| \| \| \| \| \| \| \| \| \| \| \| \| \| \| \| \| \| \| \| \| \| \| \| \| \| 5. Victoria del Reino Unido \| \| \| \| \| \| \| \| \| \| \| \| \| \| \| \| \| \| \| \| \| \| \| \| \| \| \| \| \| \| \| \| \| \| \| \| \| \| \| \| \| \| \| \| \| \| \| \| \| \| \| \| \| \| 22. Francisco, duque de Sajonia-Coburgo-Saalfeld (= 16) \| \| \| \| \| \| \| \| \| \| \| \| \| \| \| \| \| \| \| \| \| \| \| \| \| \| \| \| \| \| \| \| \| \| \| \| \| \| \| \| \| \| \| \| \| \| \| \| \| \| \| \| \| \| 11. Princesa Victoria de Sajonia-Coburgo-Saalfeld \| \| \| \| \| \| \| \| \| \| \| \| \| \| \| \| \| \| \| \| \| \| \| \| \| \| \| \| \| \| \| \| \| \| \| \| \| \| \| \| \| \| \| \| \| \| \| \| \| \| \| \| \| \| 23. Condesa Augusta de Reuss-Ebersdorf (= 17) \| \| \| \| \| \| \| \| \| \| \| \| \| \| \| \| \| \| \| \| \| \| \| \| \| \| \| \| \| \| \| \| \| \| \| \| \| \| \| \| \| \| \| \| \| \| \| \| \| \| \| \| \| \| 1. Princesa María de Edimburgo \| \| \| \| \| \| \| \| \| \| \| \| \| \| \| \| \| \| \| \| \| \| \| \| \| \| \| \| \| \| \| \| \| \| \| \| \| \| \| \| \| \| \| \| \| \| \| \| \| \| \| \| \| \| 24. Pablo I de Rusia \| \| \| \| \| \| \| \| \| \| \| \| \| \| \| \| \| \| \| \| \| \| \| \| \| \| \| \| \| \| \| \| \| \| \| \| \| \| \| \| \| \| \| \| \| \| \| \| \| \| \| \| \| \| 12. Nicolás I de Rusia \| \| \| \| \| \| \| \| \| \| \| \| \| \| \| \| \| \| \| \| \| \| \| \| \| \| \| \| \| \| \| \| \| \| \| \| \| \| \| \| \| \| \| \| \| \| \| \| \| \| \| \| \| \| 25. Duquesa Sofía Dorotea de Würtemberg \| \| \| \| \| \| \| \| \| \| \| \| \| \| \| \| \| \| \| \| \| \| \| \| \| \| \| \| \| \| \| \| \| \| \| \| \| \| \| \| \| \| \| \| \| \| \| \| \| \| \| \| \| \| 6. Alejandro II de Rusia \| \| \| \| \| \| \| \| \| \| \| \| \| \| \| \| \| \| \| \| \| \| \| \| \| \| \| \| \| \| \| \| \| \| \| \| \| \| \| \| \| \| \| \| \| \| \| \| \| \| \| \| \| \| 26. Federico Guillermo III de Prusia \| \| \| \| \| \| \| \| \| \| \| \| \| \| \| \| \| \| \| \| \| \| \| \| \| \| \| \| \| \| \| \| \| \| \| \| \| \| \| \| \| \| \| \| \| \| \| \| \| \| \| \| \| \| 13. Princesa Carlota de Prusia \| \| \| \| \| \| \| \| \| \| \| \| \| \| \| \| \| \| \| \| \| \| \| \| \| \| \| \| \| \| \| \| \| \| \| \| \| \| \| \| \| \| \| \| \| \| \| \| \| \| \| \| \| \| 27. Duquesa Luisa de Mecklemburgo-Strelitz \| \| \| \| \| \| \| \| \| \| \| \| \| \| \| \| \| \| \| \| \| \| \| \| \| \| \| \| \| \| \| \| \| \| \| \| \| \| \| \| \| \| \| \| \| \| \| \| \| \| \| \| \| \| 3. Gran duquesa María Aleksándrovna de Rusia \| \| \| \| \| \| \| \| \| \| \| \| \| \| \| \| \| \| \| \| \| \| \| \| \| \| \| \| \| \| \| \| \| \| \| \| \| \| \| \| \| \| \| \| \| \| \| \| \| \| \| \| \| \| 28. Luis I, gran duque de Hesse y el Rin \| \| \| \| \| \| \| \| \| \| \| \| \| \| \| \| \| \| \| \| \| \| \| \| \| \| \| \| \| \| \| \| \| \| \| \| \| \| \| \| \| \| \| \| \| \| \| \| \| \| \| \| \| \| 14. Luis II, gran duque de Hesse y el Rin \| \| \| \| \| \| \| \| \| \| \| \| \| \| \| \| \| \| \| \| \| \| \| \| \| \| \| \| \| \| \| \| \| \| \| \| \| \| \| \| \| \| \| \| \| \| \| \| \| \| \| \| \| \| 29. Landgravina Luisa de Hesse-Darmstadt \| \| \| \| \| \| \| \| \| \| \| \| \| \| \| \| \| \| \| \| \| \| \| \| \| \| \| \| \| \| \| \| \| \| \| \| \| \| \| \| \| \| \| \| \| \| \| \| \| \| \| \| \| \| 7. Princesa María de Hesse y el Rin \| \| \| \| \| \| \| \| \| \| \| \| \| \| \| \| \| \| \| \| \| \| \| \| \| \| \| \| \| \| \| \| \| \| \| \| \| \| \| \| \| \| \| \| \| \| \| \| \| \| \| \| \| \| 30. Carlos Luis, príncipe heredero de Baden \| \| \| \| \| \| \| \| \| \| \| \| \| \| \| \| \| \| \| \| \| \| \| \| \| \| \| \| \| \| \| \| \| \| \| \| \| \| \| \| \| \| \| \| \| \| \| \| \| \| \| \| \| \| 15. Princesa Guillermina de Baden \| \| \| \| \| \| \| \| \| \| \| \| \| \| \| \| \| \| \| \| \| \| \| \| \| \| \| \| \| \| \| \| \| \| \| \| \| \| \| \| \| \| \| \| \| \| \| \| \| \| \| \| \| \| 31. Landgravina Amalia de Hesse-Darmstadt \| \| \| \| \| \| \| \| \| \| \| \| \| \| \| \| \| \| \| \| \| \| \| \| \| \| \| \| \| \| \| \| \| \| \| \| \| \| \| \| \| \| \| \| \| \| \| \| \| \| \| \| |                                                         |  |  |  |  |  |  |  |  |  |  |  |  |  |  |  |
| |                                                         |  |  |  |  |  |  |  |  |  |  |  |  |  |  |  |
| | 16. Francisco, duque de Sajonia-Coburgo-Saalfeld        |  |  |  |  |  |  |  |  |  |  |  |  |  |  |  |
| |                                                         |  |  |  |  |  |  |  |  |  |  |  |  |  |  |  |
| |                                                         |  |  |  |  |  |  |  |  |  |  |  |  |  |  |  |
| | 8. Ernesto I, duque de Sajonia-Coburgo y Gotha          |  |  |  |  |  |  |  |  |  |  |  |  |  |  |  |
| |                                                         |  |  |  |  |  |  |  |  |  |  |  |  |  |  |  |
| |                                                         |  |  |  |  |  |  |  |  |  |  |  |  |  |  |  |
| | 17. Condesa Augusta de Reuss-Ebersdorf                  |  |  |  |  |  |  |  |  |  |  |  |  |  |  |  |
| |                                                         |  |  |  |  |  |  |  |  |  |  |  |  |  |  |  |
| |                                                         |  |  |  |  |  |  |  |  |  |  |  |  |  |  |  |
| | 4. Príncipe Alberto de Sajonia-Coburgo y Gotha          |  |  |  |  |  |  |  |  |  |  |  |  |  |  |  |
| |                                                         |  |  |  |  |  |  |  |  |  |  |  |  |  |  |  |
| |                                                         |  |  |  |  |  |  |  |  |  |  |  |  |  |  |  |
| | 18. Augusto, duque de Sajonia-Gotha-Altemburgo          |  |  |  |  |  |  |  |  |  |  |  |  |  |  |  |
| |                                                         |  |  |  |  |  |  |  |  |  |  |  |  |  |  |  |
| |                                                         |  |  |  |  |  |  |  |  |  |  |  |  |  |  |  |
| | 9. Princesa Luisa de Sajonia-Gotha-Altemburgo           |  |  |  |  |  |  |  |  |  |  |  |  |  |  |  |
| |                                                         |  |  |  |  |  |  |  |  |  |  |  |  |  |  |  |
| |                                                         |  |  |  |  |  |  |  |  |  |  |  |  |  |  |  |
| | 19. Duquesa Luisa Carlota de Mecklemburgo-Schwerin      |  |  |  |  |  |  |  |  |  |  |  |  |  |  |  |
| |                                                         |  |  |  |  |  |  |  |  |  |  |  |  |  |  |  |
| |                                                         |  |  |  |  |  |  |  |  |  |  |  |  |  |  |  |
| | 2. Alfredo, duque de Sajonia-Coburgo y Gotha            |  |  |  |  |  |  |  |  |  |  |  |  |  |  |  |
| |                                                         |  |  |  |  |  |  |  |  |  |  |  |  |  |  |  |
| |                                                         |  |  |  |  |  |  |  |  |  |  |  |  |  |  |  |
| | 20. Jorge III del Reino Unido                           |  |  |  |  |  |  |  |  |  |  |  |  |  |  |  |
| |                                                         |  |  |  |  |  |  |  |  |  |  |  |  |  |  |  |
| |                                                         |  |  |  |  |  |  |  |  |  |  |  |  |  |  |  |
| | 10. Príncipe Eduardo, duque de Kent y Strathearn        |  |  |  |  |  |  |  |  |  |  |  |  |  |  |  |
| |                                                         |  |  |  |  |  |  |  |  |  |  |  |  |  |  |  |
| |                                                         |  |  |  |  |  |  |  |  |  |  |  |  |  |  |  |
| | 21. Duquesa Carlota de Mecklemburgo-Strelitz            |  |  |  |  |  |  |  |  |  |  |  |  |  |  |  |
| |                                                         |  |  |  |  |  |  |  |  |  |  |  |  |  |  |  |
| |                                                         |  |  |  |  |  |  |  |  |  |  |  |  |  |  |  |
| | 5. Victoria del Reino Unido                             |  |  |  |  |  |  |  |  |  |  |  |  |  |  |  |
| |                                                         |  |  |  |  |  |  |  |  |  |  |  |  |  |  |  |
| |                                                         |  |  |  |  |  |  |  |  |  |  |  |  |  |  |  |
| | 22. Francisco, duque de Sajonia-Coburgo-Saalfeld (= 16) |  |  |  |  |  |  |  |  |  |  |  |  |  |  |  |
| |                                                         |  |  |  |  |  |  |  |  |  |  |  |  |  |  |  |
| |                                                         |  |  |  |  |  |  |  |  |  |  |  |  |  |  |  |
| | 11. Princesa Victoria de Sajonia-Coburgo-Saalfeld       |  |  |  |  |  |  |  |  |  |  |  |  |  |  |  |
| |                                                         |  |  |  |  |  |  |  |  |  |  |  |  |  |  |  |
| |                                                         |  |  |  |  |  |  |  |  |  |  |  |  |  |  |  |
| | 23. Condesa Augusta de Reuss-Ebersdorf (= 17)           |  |  |  |  |  |  |  |  |  |  |  |  |  |  |  |
| |                                                         |  |  |  |  |  |  |  |  |  |  |  |  |  |  |  |
| |                                                         |  |  |  |  |  |  |  |  |  |  |  |  |  |  |  |
| | 1. Princesa María de Edimburgo                          |  |  |  |  |  |  |  |  |  |  |  |  |  |  |  |
| |                                                         |  |  |  |  |  |  |  |  |  |  |  |  |  |  |  |
| |                                                         |  |  |  |  |  |  |  |  |  |  |  |  |  |  |  |
| | 24. Pablo I de Rusia                                    |  |  |  |  |  |  |  |  |  |  |  |  |  |  |  |
| |                                                         |  |  |  |  |  |  |  |  |  |  |  |  |  |  |  |
| |                                                         |  |  |  |  |  |  |  |  |  |  |  |  |  |  |  |
| | 12. Nicolás I de Rusia                                  |  |  |  |  |  |  |  |  |  |  |  |  |  |  |  |
| |                                                         |  |  |  |  |  |  |  |  |  |  |  |  |  |  |  |
| |                                                         |  |  |  |  |  |  |  |  |  |  |  |  |  |  |  |
| | 25. Duquesa Sofía Dorotea de Würtemberg                 |  |  |  |  |  |  |  |  |  |  |  |  |  |  |  |
| |                                                         |  |  |  |  |  |  |  |  |  |  |  |  |  |  |  |
| |                                                         |  |  |  |  |  |  |  |  |  |  |  |  |  |  |  |
| | 6. Alejandro II de Rusia                                |  |  |  |  |  |  |  |  |  |  |  |  |  |  |  |
| |                                                         |  |  |  |  |  |  |  |  |  |  |  |  |  |  |  |
| |                                                         |  |  |  |  |  |  |  |  |  |  |  |  |  |  |  |
| | 26. Federico Guillermo III de Prusia                    |  |  |  |  |  |  |  |  |  |  |  |  |  |  |  |
| |                                                         |  |  |  |  |  |  |  |  |  |  |  |  |  |  |  |
| |                                                         |  |  |  |  |  |  |  |  |  |  |  |  |  |  |  |
| | 13. Princesa Carlota de Prusia                          |  |  |  |  |  |  |  |  |  |  |  |  |  |  |  |
| |                                                         |  |  |  |  |  |  |  |  |  |  |  |  |  |  |  |
| |                                                         |  |  |  |  |  |  |  |  |  |  |  |  |  |  |  |
| | 27. Duquesa Luisa de Mecklemburgo-Strelitz              |  |  |  |  |  |  |  |  |  |  |  |  |  |  |  |
| |                                                         |  |  |  |  |  |  |  |  |  |  |  |  |  |  |  |
| |                                                         |  |  |  |  |  |  |  |  |  |  |  |  |  |  |  |
| | 3. Gran duquesa María Aleksándrovna de Rusia            |  |  |  |  |  |  |  |  |  |  |  |  |  |  |  |
| |                                                         |  |  |  |  |  |  |  |  |  |  |  |  |  |  |  |
| |                                                         |  |  |  |  |  |  |  |  |  |  |  |  |  |  |  |
| | 28. Luis I, gran duque de Hesse y el Rin                |  |  |  |  |  |  |  |  |  |  |  |  |  |  |  |
| |                                                         |  |  |  |  |  |  |  |  |  |  |  |  |  |  |  |
| |                                                         |  |  |  |  |  |  |  |  |  |  |  |  |  |  |  |
| | 14. Luis II, gran duque de Hesse y el Rin               |  |  |  |  |  |  |  |  |  |  |  |  |  |  |  |
| |                                                         |  |  |  |  |  |  |  |  |  |  |  |  |  |  |  |
| |                                                         |  |  |  |  |  |  |  |  |  |  |  |  |  |  |  |
| | 29. Landgravina Luisa de Hesse-Darmstadt                |  |  |  |  |  |  |  |  |  |  |  |  |  |  |  |
| |                                                         |  |  |  |  |  |  |  |  |  |  |  |  |  |  |  |
| |                                                         |  |  |  |  |  |  |  |  |  |  |  |  |  |  |  |
| | 7. Princesa María de Hesse y el Rin                     |  |  |  |  |  |  |  |  |  |  |  |  |  |  |  |
| |                                                         |  |  |  |  |  |  |  |  |  |  |  |  |  |  |  |
| |                                                         |  |  |  |  |  |  |  |  |  |  |  |  |  |  |  |
| | 30. Carlos Luis, príncipe heredero de Baden             |  |  |  |  |  |  |  |  |  |  |  |  |  |  |  |
| |                                                         |  |  |  |  |  |  |  |  |  |  |  |  |  |  |  |
| |                                                         |  |  |  |  |  |  |  |  |  |  |  |  |  |  |  |
| | 15. Princesa Guillermina de Baden                       |  |  |  |  |  |  |  |  |  |  |  |  |  |  |  |
| |                                                         |  |  |  |  |  |  |  |  |  |  |  |  |  |  |  |
| |                                                         |  |  |  |  |  |  |  |  |  |  |  |  |  |  |  |
| | 31. Landgravina Amalia de Hesse-Darmstadt               |  |  |  |  |  |  |  |  |  |  |  |  |  |  |  |
| |                                                         |  |  |  |  |  |  |  |  |  |  |  |  |  |  |  |
| |                                                         |  |  |  |  |  |  |  |  |  |  |  |  |  |  |  |

| Predecesor: Isabel de Wied | Reina consorte de Rumanía 10 de octubre de 1914 - 20 de julio de 1927 | Sucesor: Ana de Borbón-Parma |